# Charles D. Hall
Pour les articles homonymes, voir Hall.
Charles D. Hall est un directeur artistique britannico-américain né le 20 avril 1888 et mort le 8 avril 1970. Il a été nommé deux fois pour l'Oscar de la meilleure direction artistique pour Madame et son clochard (Merrily We Live) de Norman Z. McLeod et pour Capitaine Furie (Captain Fury) de Hal Roach.

## Filmographie partielle
- 1930 : À l'Ouest, rien de nouveau (All Quiet on the Western Front) de Lewis Milestone
- 1931 : Dracula de Tod Browning
- 1931 : Frankenstein de James Whale
- 1931 : Up for Murder de Monta Bell
- 1932 : Histoire d'un amour (Back Street) de John M. Stahl
- 1933 : Les femmes ont besoin d'amour (Ladies Must Love) d'Ewald André Dupont
- 1935 : Le Secret magnifique (Magnificent Obsession) de John M. Stahl
- 1935 : La Fiancée de Frankenstein (Bride of Frankenstein) de James Whale
- 1935 : La Bonne Fée (The Good Fairy) de William Wyler
- 1938 : Madame et son clochard (Merrily We Live) de Norman Z. McLeod
- 1939 : Capitaine Furie (Captain Fury) de Hal Roach
- 1941 : Riders of the Purple Sage de James Tinling
- 1941 : Tanks a Million de Fred Guiol
- 1941 : Le Collège en folie (All-American Co-Ed) de LeRoy Prinz
- 1942 : Flying with Music de George Archainbaud